# Chinezul Timișoara
Chinezul Timișoara (maghiară Kinizsi Temesvár) a fost un club de fotbal din Timișoara, România, care s-a afirmat în perioada interbelică, numărându-se printre cele mai vechi dar și cele mai de succes formații din istoria acestui sport. 
Chinezul Timișoara este cel mai renumit pentru recordul de 6 titluri naționale consecutive obținute între sezoanele 1921–22 și 1926–27. Acest record a fost egalat doar 71 de ani mai târziu de către Steaua București.

## Istoric

### Perioada de început din Austro-Ungaria
Chinezul Timișoara, echipa muncitorilor de la căile ferate din Timișoara, a fost înființată în 6 mai 1910, sub numele maghiar de Kinizsi Temesvár, Timișoara făcând parte din Imperiul Austro-Ungar la acea vreme. Denumirea a fost adoptată după numele căpitanului-general Pavel Chinezu (în maghiară Kinizsi Pál) (1432-1494), din oastea regelui Matia Corvin. Emblema clubului are în centrul său o mână care duce o piatră de moară și face referire la una din legendele legate de acest personaj istoric.

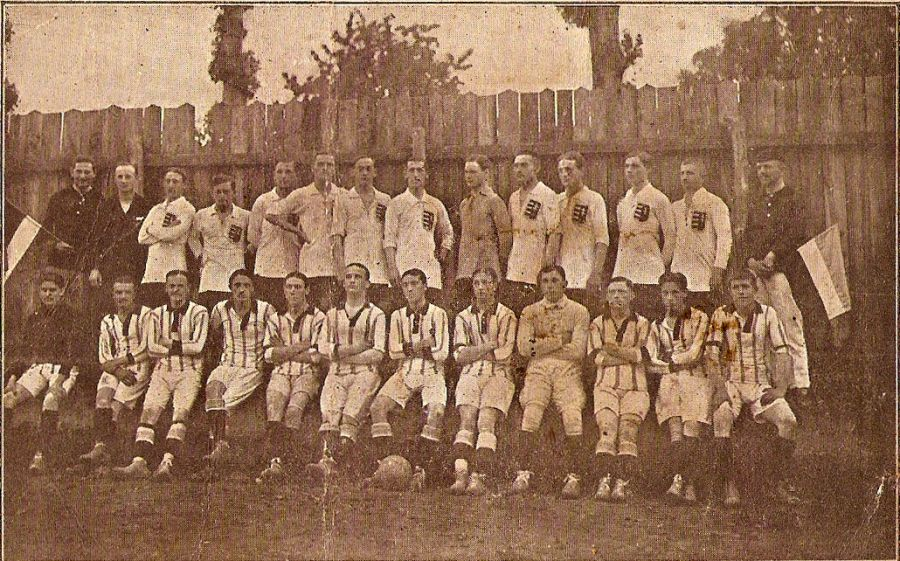
Chinezul-Tatabanya 1 iunie 1914

Prezentarea în fața publicului a echipei Chinezul (ale cărei culori erau violet-alb) a avut loc în anul următor apariției sale, la 6 mai 1911, când a fost întrecută cu categoricul scor de 11-0 de către formația de tineret a C.A.T.-ului, echipa de seniori a CA Timișoara debutase în campionatul ligii a doua maghiare în sezonul 1910-11.
În sezonul 1911-12, de acomodare, a ocupat locul 7 din 10 în serie, astfel că a urmat o campanie de achizitii de jucători valoroși de la echipe din Budapesta precum Wurfer, Bauer, Iszer, Szednicsek (fost internațional maghiar), Szidon și Schaller (viitori internaționali maghiari); în sezonul 1912–1913 termină pe locul 4, în urma echipei Club Atletic Timișoara care a prins un sezon formidabil și a echipelor din Arad AG și CA(fostă campioană districtuală)  
Rezultatele încep să vadă cu adevărat sezonul următor când echipa Seria Arad a Districtului de Sud a ligii a doua maghiare în 1914, dominând clar competiția câștigând la distanță de 8 puncte fată de ocupanta locului 2 fosta campioană CA Timișoara. În finala Districtului de Sud a întâlnit campioana seriei Seghedin, Club Atletic Seghedin pe care a învins-o cu 1 - 0 și s-a calificat astfel la turneul național "Cea mai bună echipă rurală". Turneul nu a mai avut loc datorită izbucnirii Primului Război Mondial astfel că au fost declarați, alături de echipele CA Ujhorod, CA Cluj și TSC din Tatabánya, cea mai bună echipă provincială din Ungaria.
Războiul nu va afecta deloc activitatea Chinezului. Ba dimpotrivă, în această perioadă fiind aduși o mulțime de jucători, care vor forma apoi marea echipă din anii '20. Din formula anilor 1916-1917 făceau parte: Ziegler (Herner) - Bauer (Szilágyi I), Szednicsek (Kondor) - Fenyvessy (Kovács S.), Tóth-Bedő, Koch (Rajnak) - Wurfer (Steiner B.), Frech I, Micsinay (Matek), Szidon (Schaller), Kinorai (Iancu). Dintre aceștia, nu mai puțin de șapte (Kondor, Fenyvessy, Tóth-Bedő, Rajnak, Steiner B., Frech I, Matek) vor face parte din echipa care va cuceri, în 1922, primul titlu național, cinci (Szilágyi I, Tóth-Bedő, Koch, Frech I, Matek) vor fi selecționati în naționala României, iar doi (Szidon, Schaller), în cea a Ungariei. Cu acest lot fantastic, feroviarii ocupă locul 4 în Cupa de Război, care a angrenat, în 1916, cele mai puternice formații din Ungaria, și câștigă al doilea titlu al Districtului de Sud în 1918, dar sezonul e declarat neoficial de federația maghiară. 
Acest ultim an aduce și un record de asistență, 10.000 spectatori - cifră impresionantă pentru acele timpuri - vizionând la Timișoara meciul pierdut de selecționata Ungariei de Sud în fața unei selecționate a Ungariei (1-6). Dintre rezultatele acelor ani atrag în mod deosebit atenția un 5-0 cu selecționata de juniori a Ungariei (în 1914), un 2-1 cu UTE (actuala Ujpest; în 1916, chiar la Budapesta), un 4-0 cu FTC (în 1917), 3-2 cu o selecționată a Budapestei (în 1918).
În sezonul 1918-19, sezon care a fost întrerupt după 3 etape, Chinezul se afla pe locul 2 la 2 puncte de ASM Arad. În 1918, războiul s-a încheiat, iar după Tratatul de la Trianon, Transilvania și Banatul s-au unit cu România, Timișoara a fost integrată în România și astfel Chinezul a început să evolueze în Campionatul României. Totuși, până la unificarea fotbalului vor mai trece trei ani. 

### În România
Chinezul termină pe 3 sezonul 1920-1921, dar apoi a obținut, șapte titluri regionale(1921-1922, 1922-1923, 1923-1924, 1924-1925, 1925-1926, 1926-1927, 1927-1928) și 6 naționale consecutive (primele ale campionatului cu adevărat național:1922, 1923, 1924, 1925, 1926, 1927), recordul celor 6 titluri naționale consecutive va sta în picioare timp de 71 ani, fiind egalat doar de Steaua București.

### Primul triumf național (1921-1922)

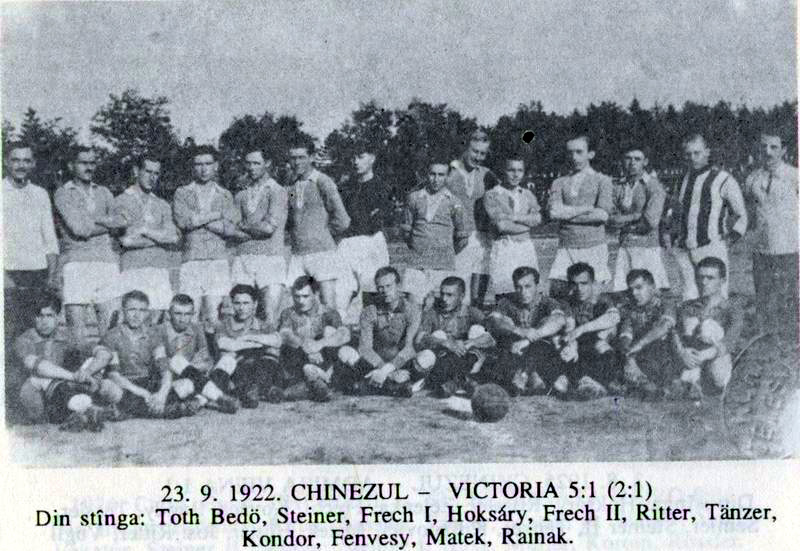

În campionatul districtual, 1921-1922, Chinezul a reușit să-și impună superioritatea. De remarcat este că la 1921, orașul de pe Bega, avea nu mai puțin de 5 echipe în competiția de categorie I a Banatului (Chinezul, Clubul Atletic Timișoara, Unirea, Reuniunea de Gimnastică a Muncitorilor din Timișoara , prescurtat R.G.M.T., și Sparta C.F.R). 
Din vara lui 1922 participă alături de alte 6 câștigătoare ale întrecerilor regionale la finala campionatului național. În sferturi, Chinezul a trebuit să se întâlnească cu Societatea Sportivă Sibiu, care însă nu s-a prezentat la meci, astfel că în semifinale s-a calificat echipa timișoreană. Pentru această fază a turneului de fotbal, Chinezul a primit vizita formației A.M.E.F. Arad pe care a întrecut-o cu 2-1. Finala a avut loc tot la Timișoara. În fața a 3.500 de susținători , Chinezul a surclasat echipa Victoria Cluj cu scorul de 5-1 (2-1) și și-a adjudecat titlul. Golurile echipei bănățene (formată din Ritter – Kondor, Hoksáry – Fenyvessy, Tóth-Bedő, Rainák – Steiner, Frech I, Matek, Tänzer, Frech II) au fost înscrise de Tänzer (2), Matek, Frech I și Bruno Steiner.

### Al doilea titlu al Chinezului (1922-1923)
Chinezul a menținut și în această ediție supremația în fotbalul românesc. În echipa campioană s-au produs multe schimbări, ce au îmbunătățit jocul. Pe extrema dreaptă în locul “bătrânului” Bruno Steiner, a trecut valorosul Mihai Tänzer, care pe acest post a devenit cunoscut în toată Europa. Și pe postul de extremă stângă apare un nume nou : Iosif Kilianovitz, jucător tehnic și un foarte bun dribbleur. Din toată înaintarea numai Frech I a rămas pe postul lui. Rudolf Matek a devenit inter stâng, iar poziția sa în centrul atacului a revenit lui Hütter. În celelalte compartimente ale echipei s-a produs numai o singură modificare. În locul lui Kondor (fundaș dreapta) a început să joace Emerich Vogl, care a devenit stâlpul apărării chineziste. Cu această formație violet-albii n-au întâmpinat prea mari probleme în campionatul districtual. În tur de exemplu, n-au pierdut nici un punct. Astfel clasamentul turului arăta în felul următor : 
| Poziția | Club           | Puncte | Golaveraj |
| ------- | -------------- | ------ | --------- |
| 1       | Chinezul       | 10 p.  | 16-3      |
| 2       | Unirea         | 7 p.   | 11-9      |
| 3       | R.G.M.T.       | 5 p.   | 6-6       |
| 4       | Vulturii Lugoj | 4 p.   | 5-12      |
| 5       | C.A.T.         | 3 p.   | 4-3       |
| 6       | A.S.E.         | 1 p.   | 3-10      |

Chinezul a învins greu numai pe C.A.T., în rest a obținut scoruri ce nu necesită alte comentarii: 5-0 cu R.G.M.T., 8-1 cu Vulturii Lugoj etc. În prima etapă a turneului final (sferturi de finală) campioana Timișoarei a jucat în deplasare cu Gloria C.F.R. Arad, pe care a întrecut-o cu 2-0 (1-0). Semifinalele au constituit o “baricadă” greu de depășit pentru Chinezul, care a primit vizita formației C.G. (Clubul Gimnastic) Târgu Mureș. Rezultatul a fost 1-1, motiv pentru care peste o săptămână , meciul s-a rejucat la Târgu Mureș. Aici oaspeții au încheiat partida victorioși cu același scor ca la Arad : 2-0. 
Finala campionatului național, ediția 1922-1923, a fost de fapt o reeditare a derby-ului din anul precedent. Însă de data aceasta meciul s-a ținut la Cluj, unde gazdele aveau șansa revanșei. Totuși cei care au plecat de pe teren cu capul ridicat au fost timișorenii. Chinezul a repurtat o victorie categorică și cu această ocazie, printr-un 3-0 (1-0). Iată formația învingătoare: Ritter – Vogl, Hoksary – Fenyvessy, Tóth-Bedö, Rainak – Tänzer, Frech I, Hütter, Matek, Kilianovitz.

### Al treilea succes al Chinezului (1923-1924)
În ediția din 1923-1924 a campionatului districtual Chinezul a reușit să-și apere titlul de campioană. În tur echipa nu a strălucit. A obținut numai o victorie categorică: 5-0 cu vechea sa rivală, C.A.T.. Patru din cele cinci goluri au fost înscrise de Frech II, iar al cincilea gol a fost opera lui Frech I, trei reușite fiind izbutite numai din pasele lui Tänzer. Titlul de campioană de toamnă a revenit echipei R.G.M.T., care a pierdut doar un singur punct. Clasamentul turului: 
| Poziția | Club           | Puncte | Golaveraj |
| ------- | -------------- | ------ | --------- |
| 1       | R.G.M.T.       | 9 p.   | 9-7       |
| 2       | Unirea         | 8 p.   | 21-4      |
| 3       | Chinezul       | 6 p.   | 13-4      |
| 4       | C.A.T.         | 4 p.   | 7-14      |
| 5       | Vulturii Lugoj | 2 p.   | 1-16      |
| 6       | Sparta C.F.R.  | 1 p.   | 3-16      |

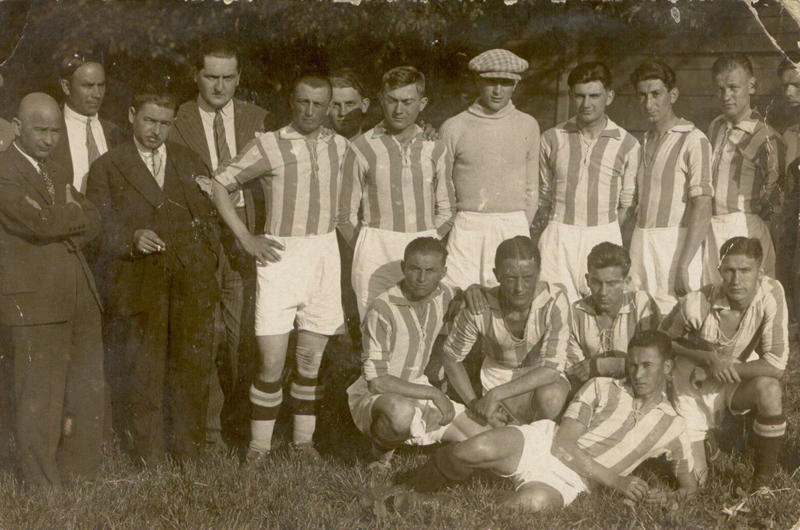
Poza echipei din finala cu orădenii

Campionatul districtual a avut un “epilog” neașteptat. După terminarea turului, locul 1 a fost ocupat de Unirea care în cadrul sferturilor de finală a campionatului național a și jucat deja meciul cu S.G. Arad (Societatea de Gimnastică Arad). Însă la intervenția Chinezului, Comitetul Regional F.S.S.R. (Federațiunea Societăților Sportive din România) a dat curs unei contestații, în urma căreia Unirea a pierdut cele două puncte câștigate în partida din retur cu R.G.M.T. Astfel Chinezul a devenit campioana districtuală cu un punct avans, datorită unor hotărâri la “masa verde”. S.G. Arad a fost obligată de Comisia Centrală de fotbal să se prezinte din nou pe teren în cadrul sfertului de finală. Arădenii au jucat tot la Timișoara, unde au fost întrecuți de Chinezul cu 2-0 (1-0). Tot la Timișoara s-a disputat și partida dintre Chinezul – C.F.R. Târgu Mureș (semifinala). Victoria a revenit gazdelor, care i-au “tăvălugit” (9-0) pe feroviari. 
Finala campionatului național a avut loc pe teren neutru, la Arad. De data aceasta adversarul n-a mai fost Victoria Cluj, ci Club Atletic Oradea. Timișorenii au câștigat ușor întâlnirea decisivă, scor final 4-1 (2-1). Golurile au fost înscrise de Semler, Frech I, Tänzer și Hoksáry, iar Chinezul a evoluat în formula : Ritter – Hoksary, Rech – Fenyvessy, Vogl, Rössler – Tänzer, Frech I, Schiller, Semler, Kilianovitz.

### Șirul victoriilor continuă (1924-1925)
În ediția aceasta Chinezul și-a luat în primire cel de-al patrulea titlu de campioană națională. Echipa antrenată de Frontz Döme (în rândurile căreia au apărut două nume noi: Adalbert Steiner II și Bundi) în tot timpul anului competițional a jucat într-o formă foarte bună. Toți adversarii au fost nevoiți să-și încline steagul în fața campionilor care printre altele au obținut următoarele rezultate: 
11-1 cu S.S. Jimbolia, 
1-0 cu Politehnica, 
3-0 cu R.G.M.T., 
6-0 cu Kadima, 
6-3 cu C.A.T.
Clasamentul campionatului districtual, categoria I-a:
| Poziția | Club          | Puncte | Golaveraj |
| ------- | ------------- | ------ | --------- |
| 1       | Chinezul      | 25 p.  | 68-4      |
| 2       | C.A.T.        | 22 p.  | 48-10     |
| 3       | R.G.M.T.      | 14 p.  | 20-15     |
| 4       | Politehnica   | 14 p.  | 19-20     |
| 5       | Sparta C.F.R. | 14 p.  | 22-28     |
| 6       | Rapid         | 9 p.   | 14-33     |
| 7       | S.S. Jimbolia | 9 p.   | 21-50     |
| 8       | Kadima        | 3 p.   | -         |

Chinezul a parcurs relativ ușor drumul dintre campionatul districtual și finala campionatului național. În sferturile de finală a învins la București pe Venus cu 3-0 (0-0). Tot cu 3-0 a câștigat și meciul din cadrul semifinalei împotriva echipei Brașovia. Această întâlnire a avut loc la Timișoara. 
Locul finalei și în anul acesta a fost orașul Arad. Adversarul Chinezului s-a numit U.C.A.S. Petroșani (Uniunea Cluburilor Atletice ale Societății Petroșani), care n-a reușit să reziste atacurilor rapide și periculoase ale timișorenilor. Chinezul și-a adjudecat victoria cu scorul de 5-1 (2-0). Golurile au fost înscrise de Vogl (2), Teszler, Semler și Matek. Formația alb-violeților era compusă din: Ritter – Steiner II, Rössler – Bundi, Vogl, Hütter – Tänzer, Teszler, Frech I, Semler, Matek.

### Norma timișoreană (1925-1926)

Stemă originală

În sezonul 1925-1926, Chinezul a surclasat în sferturile de finală ale campionatului Stăruința Oradea, la Oradea, cu scorul de 5-0. Golurile au fost înscrise de Tänzer (2), Rudy Wetzer, Teszler și Semler.
În semifinale Chinezul a jucat la Arad împotriva echipei A.M.E.F.A. de care a dispus cu scorul de 5-2 (2-0). După două meciuri jucate în deplasare, finala a avut loc la Timișoara. Chinezul a primit vizita echipei Juventus București, pe care a învins-o cu 3-0 (1-0). Meciul a fost la discreția gazdelor, reușind să-și adjudece victoria prin golurile înscrise de Tänzer, Semler și R. Wetzer. Unsprezecele Chinezului era alcătuit din Ritter – Hoksáry, Steiner II – Lakatos, Vogl, Rössler – Tänzer, Semler, R. Wetzer, Teszler, Matek.
În campionatul districtual C.A.T. și Chinezul s-au distanțat mult de celelalte formații. În retur locul I a fost totdeauna ocupat de C.A.T. (Chinezul a avut un meci amânat), care în tot timpul campionatului n-a pierdut nici un meci, terminând doar două partide la egalitate (4-4 cu Chinezul in primul meci și 2-2 cu Banatul). Iată rezultatele celor două echipe:
Chinezul: 3-0 și 10-0 cu R.G.M.T., 5-0 și 5-0 cu Sparta Unirea C.F.R., 9-0 și 8-2 cu Politehnica, 11-1 și 5-0 cu Rapid Timișoara, 10-1 și 4-0 cu A.S. Jimbolia, 9-1 și 6-2 cu Banatul.
Clubul Atletic Timișoara: 3-0 și 1-0 cu R.G.M.T., 2-0 și 3-1 cu Sparta Unirea C.F.R., 4-0 și 3-0 cu Politehnica, 4-2 și 2-1 cu Rapid Timișoara, 3-1 și 1-0 cu A.S. Jimbolia, 2-2 și 9-1 cu Banatul.
Tänzer și colegii săi au marcat de zece ori (din 14 meciuri) de la 5 până la 11 goluri, iar la finele ultimei etape clasamentul arăta în felul următor:
| Poziția | Club            | Puncte | Golaveraj |
| ------- | --------------- | ------ | --------- |
| 1       | Chinezul        | 27 p.  | 89-11     |
| 2       | C.A.T.          | 24 p.  | 41-12     |
| 3       | R.G.M.T.        | 16 p.  | 27-26     |
| 4       | Sparta Romaniei | 13 p.  | 33-29     |
| 5       | Rapid Timișoara | 11 p.  | 20-34     |
| 6       | Banatul         | 10 p.  | 22-49     |
| 7       | Politehnica     | 6 p.   | 13-45     |
| 8       | A.S. Jimbolia   | 4 p.   | 16-52     |

### Ultima medalie de aur a Chinezului (1926-1927)

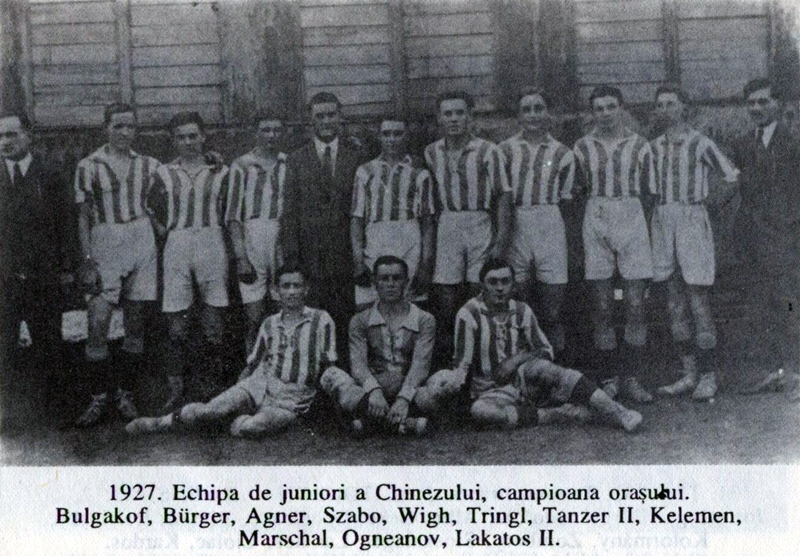
Juniorii echipei Chinezul Timișoara

Violet-albii și în această ediție s-au ridicat la înălțime. În competiția regională au pierdut numai 4 puncte, unul în sezonul de toamnă și 3 în cel de primăvară. Echipele care au reușit să le smulgă puncte campionilor au fost : R.G.M.T.-ul , după un 1-1 în data de 14 noiembrie 1926; Politehnica , revelația campionatului, ce s-a clasat pe locul II (având cu un singur punct mai puțin față de lider), a izbutit în ziua de 27 februarie 1927, să termine la egalitate 2-2 meciul de campionat contra Chinezului, chiar dacă au condus cu 2-0. Singurul eșec în campionatul districtual, a fost contra echipei lui Dobay și Ciolac, Banatul, care în urma unei lupte echilibrate a câștigat cu 2-1 (1-1). Atacanții Chinezului n-au uitat nici în acest campionat bocancii de goluri. Ei au marcat în medie peste 5 goluri la fiecare meci ( de exemplu Chinezul – C.A.T. 6-3 sau Chinezul – Kadima 5-0) Așadar, clasamentul final al categoriei I, arăta :
| Poziția | Club          | Puncte | Golaveraj |
| ------- | ------------- | ------ | --------- |
| 1       | Chinezul      | 24 p.  | 72-13     |
| 2       | Politehnica   | 23 p.  | 37-13     |
| 3       | Banatul       | 17 p.  | 30-28     |
| 4       | R.G.M.T       | 16 p.  | 29-20     |
| 5       | C.A.T.        | 14 p.  | 26-30     |
| 6       | Rapid         | 8 p.   | 23-32     |
| 7       | Kadima        | 8 p.   | 10-39     |
| 8       | S.S. Jimbolia | 7 p.   | 9-61      |

În faza pe țară, Chinezul a parcurs drumul spre finală, fără mari greutăți, eliminând pe Olimpia Satu Mare (6-1) și Universitatea Cluj (5-2). Cele 11 goluri ale timișorenilor au fost înscrise de Rudy Wetzer 3, Vogl 3, Teleky 3, Lotter și Matek.
A fost așteptată cu mult interes finala dintre Chinezul și Colțea Brașov, programată la Arad. Spectatorii pronosticau o victorie comodă din partea timișorenilor, care în cele cinci finale anterioare au obținut un rezultat de 4-1, două de 5-1 și două de 3-0. Lucrurile s-au petrecut cu totul altfel, deoarece Colțea, care printre alții îl avea în teren și pe Ștefan Auer , viitoarea glorie rapidistă, s-a dovedit a fi o adversară demnă de luat în serios. Echipa din Timișoara a intrat în posesia celui de-al șaselea titlu consecutiv de campioană națională în urma disputării a două manșe. Primul meci s-a încheiat nedecis 2-2. În cel de-al doilea alb-violeții au obținut o victorie dificilă cu scorul de 4-3. Această ultimă formație a Chinezului, aflată în vârf de formă era compusă din : Zombory – Steiner II, Hoksary – Vigh, Vogl, Steiner I – Tänzer, Teleky, R. Wetzer, Semler, Matek.
Pe plan internațional printre rezultatele mai speciale obținute de "Chinezul" în acei ani se regăsesc: 8-0 cu Zidenice (în 1925), 4-2 cu BSK Belgrad, 3-0 cu Athletic Bilbao (1926), 7-1 cu Oxford City, 4-0 cu Ujpest Budapesta (1927). Supremația incontestabilă a Chinezului s-a văzut și din felul cum s-au format echipele reprezentativei A a României. În deceniul al III-lea selecționata țării noastre – în linii mari – de multe ori s-a confundat cu formația campioană. Din echipa României (Ritter – Steiner II, Hoksary – Steiner I, Vogl, Czeh – Tänzer, Teszler, R. Wetzer, Semler, Matek) care la data de 7 mai 1926 a învins la Istanbul cu 3-1 reprezentativa Turciei, numai Czeh (de la Juventus) nu era timișorean.

### Declinul
Începând din toamna anului 1927, clubul intră într-o gravă criză financiară, căreia, ulterior, i se adaugă și una de conducere(președintele, dr. Cornel Lazăr, a plecat și a înființat un alt club, Ripensia). Datoriile Chinezului s-au ridicat la sume uriașe: 56.000 lei față de Banca din Sânnicolaul Mare sau 20.000 lei față de Banca Centrală Șvăbească ș.a., ajungându-se astfel la un total de aproximativ 250.000 lei vechi . Greutățile finaciare s-au adâncit și din cauza micșorării numărului membrilor susținători ai echipei. Din 1200 de membri cotizanți, câți au fost în 1926, în numai doi ani au mai rămas 284.

După opinia conducerii singura cale de ieșire din impasul financiar a fost organizarea cât mai multor meciuri internaționale. Însă s-a întâmplat ca în vara anului 1928 Comisia Centrală de Fotbal să nu țină cont de programul internațional al Chinezului. Astfel data meciului perfectat deja cu WAC Viena a coincis cu întâlnirea din cadrul sferturilor de finală ale campionatului național cu Șoimii Sibiu. Cunoscând acest lucru conducătorii Chinezului, dornici să obțină venituri cu orice risc, au hotărât ca împotriva formației din Sibiu să se prezinte echipa a II-a.

 Chinezul II a făcut tot ce i-a stat în putință. În primul meci ea a condus la pauză cu 2-1 dar în repriza a doua gazdele au egalat: 2-2. Cu acest rezultat s-a încheiat partida și după prelungiri. La rejucare a fost o adevărată dramă. Sibienii au condus cu 3-0 dar au fost egalați. Din nou s-a apelat la prelungiri. Totuși echipa locală având și publicul în spate a reușit să înscrie golul victoriei: 4-3. Până la urmă această strategie s-a dovedit ineficientă în a rezolva problema banilor. 
Așa se face că în plină glorie, Chinezul se destramă, o parte din conducătorii săi, dr. Cornel Lazăr și ing. Dionisie Balasz, au părăsit clubul și vor pune bazele Ripensiei, care, preluând ștafeta, a dus mai departe gloria fotbalului timișorean. Din pricina condițiilor, potențialul competițional al echipei a scăzut simțitor, mai ales că o serie de jucători valoroși precum Rudolf Wetzer, Mihai Tänzer, Gusti Semler sau Paul Teleky au plecat la diferite cluburi profesioniste peste hotare. Cu toate acestea Chinezul a continuat să rămână una din formațiile redutabile ale țării, reușind să-i promoveze pe talentații Ladislau Raffinsky, Ion Zelenak, Rudolf Demetrovici, Lucian Gruin, Andrei Szilard, Rudolf Bürger și nu în ultimul rând pe Iosif Petschovsky, dar n-a mai atins strălucirea din perioada 1921-1927.
În august 1936, Chinezul fuzionează cu ILSA (Industria Lânii SA) Timișoara, încercând o redresare pe plan financiar. Soluția nu a rezistat decât până în 1939, când, retrogradând din primul eșalon, Chinezul a pierdut contactul cu marea performanță. În 1941 fuzionează cu C.A.T, Clubul Atletic Timișoara, fondat în 1902, care în 1935 a fuzionat cu R.G.M.T. (păstrându-și numele). După cel de-al doilea război mondial, Chinezul, încercând să supraviețuiască, a fuzionat cu C.A.M.T. (Clubul Atletic Muncitoresc Timișoara) numindu-se "Chinezul C.A.M.T." pentru ca, din 1946, să rămână numai C.A.M.T., "Chinezul" dispărând din nomenclatura fotbalului românesc. Ultima apariție oficială a fost în Divizia B în sezonul 1948-1949 (locul 13 din 14 competitoare) după care echipa a fost desființată.

## Stadion
De la început Chinezul a jucat în spatele Gării de Nord, unde la data de 12 octombrie 1913 s-a inaugurat arena sportivă a clubului denumită stadionul Banatul, clădită sub conducerea inginerului Arnold Iacobi și construită de către muncitorii feroviari. În 1944, stadionul a fost distrus de forțele Aliate. 
Din 1944 până în 1949 Chinezul și-a disputat meciurile de pe teren propriu pe fosta arenă Electrica (ulterior UMT).
Un nou stadion a fost reconstruit de către angajații CFR cinci ani mai târziu. A fost inaugurat oficial la 17 octombrie 1949, cu ocazia unui meci amical între CFR Timișoara și MATEOSz Budapesta. 1949 a fost si ultimul an cand Chinezul a jucat pe acest stadion.

## Palmares

### Național
Divizia A
 Campioană (6): 1922, 1923, 1924, 1925, 1926, 1927

### Regional- Liga de Vest (Timișoara)
Campioană (7): 1921-1922, 1922-1923, 1923-1924, 1924-1925, 1925-1926, 1926-1927, 1927-1928

## Jucători

### Lotul sezonului 1926-1927
| Nr. |         | Poziție | Jucător          |
| --- | ------- | ------- | ---------------- |
| -   | România | P       | Huszmuller       |
| -   | România | P       | William Zombory  |
| -   | România | F       | Adalbert Steiner |
| -   | România | F       | Milorad Ognyanov |
| -   | România | F       | Francisc Agner   |
| -   | România | F       | Hoksary Balasz   |
| -   | România | M       | Ioan Teszler     |
| -   | România | M       | Emerich Vogl     |
| -   | România | M       | Vigh             |
| -   | România | M       | Eugen Lakatos    |

| Nr. |         | Poziție | Jucător          |
| --- | ------- | ------- | ---------------- |
| -   | România | M       | Ion Zelenak      |
| -   | România | M       | Adalbert Rossler |
| -   | România | M       | Rudolf Steiner   |
| -   | România | A       | Mihai Tanzer     |
| -   | România | A       | Rudolf Matek     |
| -   | România | A       | Ștefan Tanzer    |
| -   | România | A       | Rudolf Wetzer    |
| -   | România | A       | Gustav Semler    |
| -   | România | A       | Pal Teleky       |
| -   | România | A       | Coloman Loter    |

## Jucători reprezentativi
- György Tóth-Bedő
- Rudolf Matek
- Adalbert Ritter
- János Hoffmann
- Balázs Hoksáry
- Mihály Tänzer
- József Kilianovitz
- Imre Vogl
- Rudolf Wetzer
- Ágoston Semler
- Pál Schiller
- Béla Rössler
- János Teszler
- Pál Teleky
- William Zombory
- Rudolf Bürger
- József Petschovsky
- Árpád Thierjung